# Яновський Сергій Мойсейович
Сергій Мойсейович Яновський (17 лютого 1960) — російський шахіст, гросмейстер. ФІДЕ сеньйор-тренер, заслужений тренер Росії, старший тренер юнацької збірної Росії, керівник всеросійської школи «Шахові надії Росії».